# Be like Bill

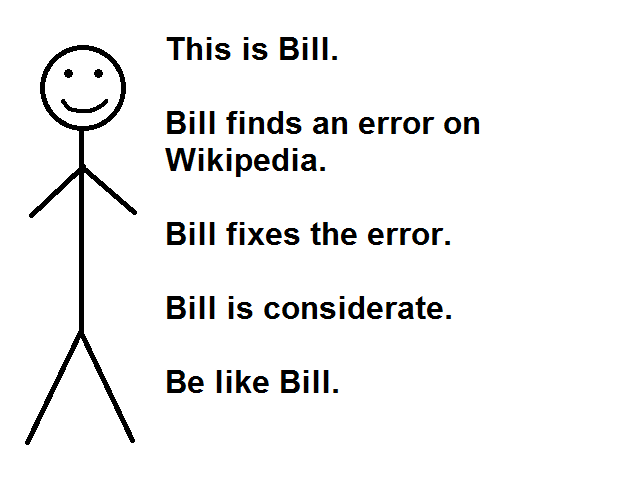
Een voorbeeld van de meme.

"Be like Bill" is een meme op sociale media die eind 2015 werd geïntroduceerd. De meme is bedacht door door Eugeniu Croitoru.

## Meme
De meme "be like Bill" bevat meestal een afbeelding van een eenvoudig stokfiguur, die soms een gebreide muts draagt, samen met tekst als bijvoorbeeld "Bill gebruikt Facebook. Bill is veganist. Bill vertelt niemand er iets over. Bill is slim. Wees zoals Bill." De meme is beschreven als "een manier voor mensen om passief-agressief gedrag op sociale media te uiten dat hen ergert. De meme trok ook een groot aantal tegenstanders die kritiek hadden op de toon en het gebrek aan zelfbewustzijn van de meme. Ambtenaren in Boston gebruikten de meme om het gebruik van ruimtebespaarders op parkeerplaatsen te ontmoedigen.
De meme heeft andere taalvarianten voortgebracht met andere karakters, waaronder Bilal (Arabisch), Rashid (Maleisisch), Jose (Spaans),  Petja (Russisch), Qodos (Dari / Pashto),  en Juan (Tagalog).  Er bestaat ook een vrouwelijke variant met een personage genaamd Emily. 